# Nordsvensk brugshest
Nordsvensk brugshest kaldes også nordsvensk skovhest eller bare nordsvensk hest. De benyttes i dag til forskellige formål, men er oprindeligt avlet til at arbejde i skoven med f.eks. at trække træstammer. De kan sagtens bruges som rideheste.
Den nordsvenske hestefamilie kommer fra Sverige og er der betragtet som en nationalhest.
Det er en koldblodshest, hvis pels typisk er brun, mørkebrun, sort, fuks eller gulbrun. 
| Dyr | Spire Denne artikel om dyr er en spire som bør udbygges. Du er velkommen til at hjælpe Wikipedia ved at udvide den. |